# Psamathia impunctata
Psamathia impunctata är en fjärilsart som beskrevs av W. Warren 1904. Psamathia impunctata ingår i släktet Psamathia och familjen Uraniidae. Inga underarter finns listade i Catalogue of Life.